# Continuo (album)
Continuo je studiové album skupiny Collegium Musicum, vydané v roce 1978 pod značkou Opus. Nahrávání alba probíhalo ve studiu vydavatelství Opus v Pezinku v prosinci 1977.
Jedná se o první album kapely, na kterém Marián Varga hojně používá syntezátor.

## Seznam skladeb
| Strana 1 | Strana 1                      | Strana 1       | Strana 1 |
| Pořadí   | Název                         | Autor          | Délka    |
| -------- | ----------------------------- | -------------- | -------- |
| 1.       | Pavučiny                      | Varga, Peteraj | 16:01    |
| 2.       | Autoportrét slobodného umelca | Varga, Peteraj | 5:52     |

| Strana 2       | Strana 2       | Strana 2       | Strana 2 |
| Pořadí         | Název          | Autor          | Délka    |
| -------------- | -------------- | -------------- | -------- |
| 3.             | Continuo       | Varga, Peteraj | 16:54    |
| Celková délka: | Celková délka: | Celková délka: | 38:53    |

## Obsazení
- Marián Varga – klavír, varhany, syntezátor
- Fedor Frešo – baskytara
- Dušan Hájek – bicí
- Ľudovít Nosko – kytary, zpěv
- Karel Witz – kytara